# Андреапољ
Андреапољ (рус. Андреаполь) град је у европском делу Руске Федерације и административни центар Андреапољског рејона смештеног у западном делу Тверске области. 
Према проценама националне статистичке службе, у граду је 2014. живело 7.528 становника.

## Географија
Град Андреапољ налази се у западном делу Валдајског побрђа, на западу Тверске области. Кроз град протиче река Западна Двина чије извориште се налази свега око 20 километара северније. Лежи на око 286 километара западно од административног центра области, града Твера.

## Историја
У литванским катастарским књигама из 1489. помиње се насеље Дубна које се налазило на десној обали Западне Двине, насупрот данашњег града. Река је на подручју данашњег града уједно представљала границу између Псковске и Тверске области у периоду између XVIII и почетка 20. века. 
На левој обали реке се током XVIII века налазио посед генерала Андреја Кушељова по којем је цела то подручје 1783. названо Андрејиним пољем. Занимљиво је да је на подручју данашњег насеља Кушељов још 1806. отворио један од првих бањских центара у Руској Империји „Андреапољске минералне воде“. 
Само насеље Андреапољ је основано 1906. године, а његов настанак директно је везан за градњу железнице и отварање железничке станице на том подручју. Андреапољ се 1928. спојио са суседном Дубном, и у њега је премештена администрација годину раније основаног Лењинског рејона. 
Током Другог светског рата Андреапољ је доживео огромна разарања пошто је готово у целости разрушен. Административни центар Андреапољског рејона је од 1965. године. Службени статус града има од 1967. године. 

## Демографија
Према подацима са пописа становништва 2010. у граду је живело 8.286 становника, док је према проценама за 2014. град имао 7.528 становника.
| 1939. | 1959. | 1970. | 1979. | 1989. | 2002. | 2010. | 2014.  |
| ----- | ----- | ----- | ----- | ----- | ----- | ----- | ------ |
| 3,845 | 8,392 | 9,075 | 9,317 | 9,610 | 9,317 | 8,286 | 7,528* |

Напомена: * према проценама националне статистичке службе.

## Саобраћај
Андреапољ је данас важна железничка станица на линији Бологоје—Великије Луки. 
На око 3 километра источније од града налазила се ваздухопловна база Ратног ваздухопловства Руске Федерације. База је затворена 1. децембра 2009. године.